# Глэнвилл, Брэнди
Брэ́нди Глэ́нвилл (англ. Brandi Glanville; 16 ноября 1972, Салинас Калифорния, США) — американская фотомодель, дизайнер и телевизионная персона.

## Биография
Брэнди Глэнвилл родилась 16 ноября 1972 года в Салинасе (штат Калифорния, США) в семье Гая и Джудит Энн Глэнвилл. У Брэнди есть старшая сестра и младший брат — Триша Глэнвилл и Майкл Глэнвилл.

## Карьера
В 1989 году Брэнди переехала в Париж (Франция), где она начала карьеру модели, которую окончила в 2008 году. В основном известна работой с «Elite Model Management».
Брэнди основала собственную линию одежды Brand B.

## Личная жизнь
В 2001—2010 года Брэнди была замужем за актёром Эдди Сибрианом (род. 1973). У бывших супругов есть два сына — Мейсон Эдвард Сибриан (род.08.06.2003) и Джейк Остин Сибриан (род.07.04.2007).

## Избранная фильмография
- 2016 — Акулий торнадо 4: Пробуждение / Sharknado: The 4th Awakens — техник Астро-Икс Уитли